# Adel Messali
Adel Messali est un footballeur algérien né le 31 juillet 1983 à Sétif. Il évoluait au poste de défenseur central.

## Biographie
Il évolue en Division 1 avec les clubs de l'ES Sétif, du Paradou AC, de la JSM Béjaïa, du MC El Eulma, et enfin du CS Constantine
Il participe à la Coupe de la confédération en 2008 et en 2009 avec le club de la JSM Béjaïa.

## Palmarès

### En club
- Vainqueur de la coupe d'Algérie en 2008 avec la JSM Béjaïa.
- Finaliste de la Coupe nord-africaine des vainqueurs de coupe en 2008 avec la JSM Béjaïa.

### En équipe d'Algérie
- 1er tour aux Jeux africains de 2003 avec l'équipe d'Algérie olympique.